# Pterostylben
Pterostylben – organiczny związek chemiczny, pochodna resweratrolu. Wykazuje silne właściwości przeciwutleniające. Występuje w migdałach, borówkach, liściach winogron oraz borówkach amerykańskich.